# Kolinec

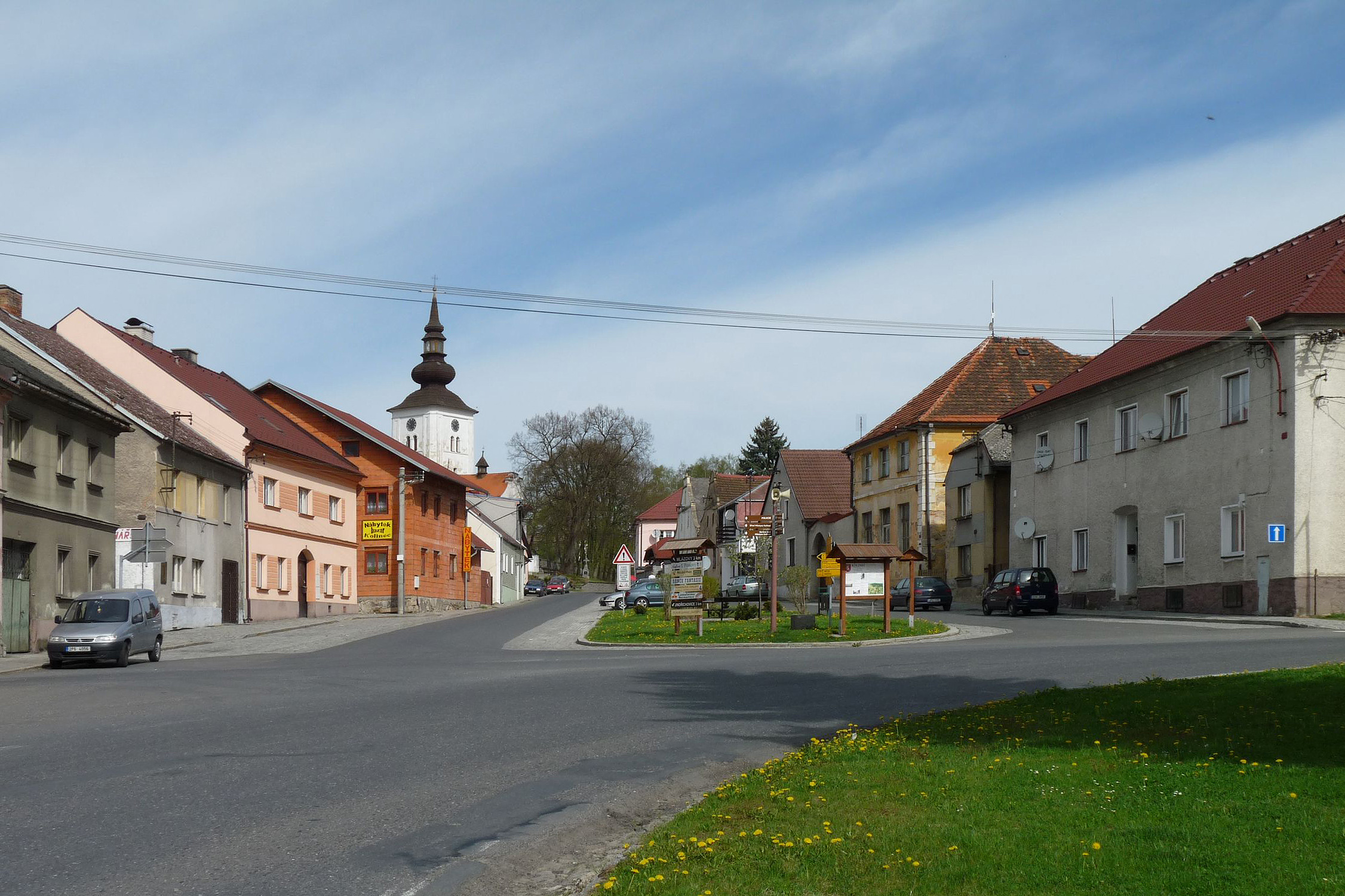
Markt in Kolinetz

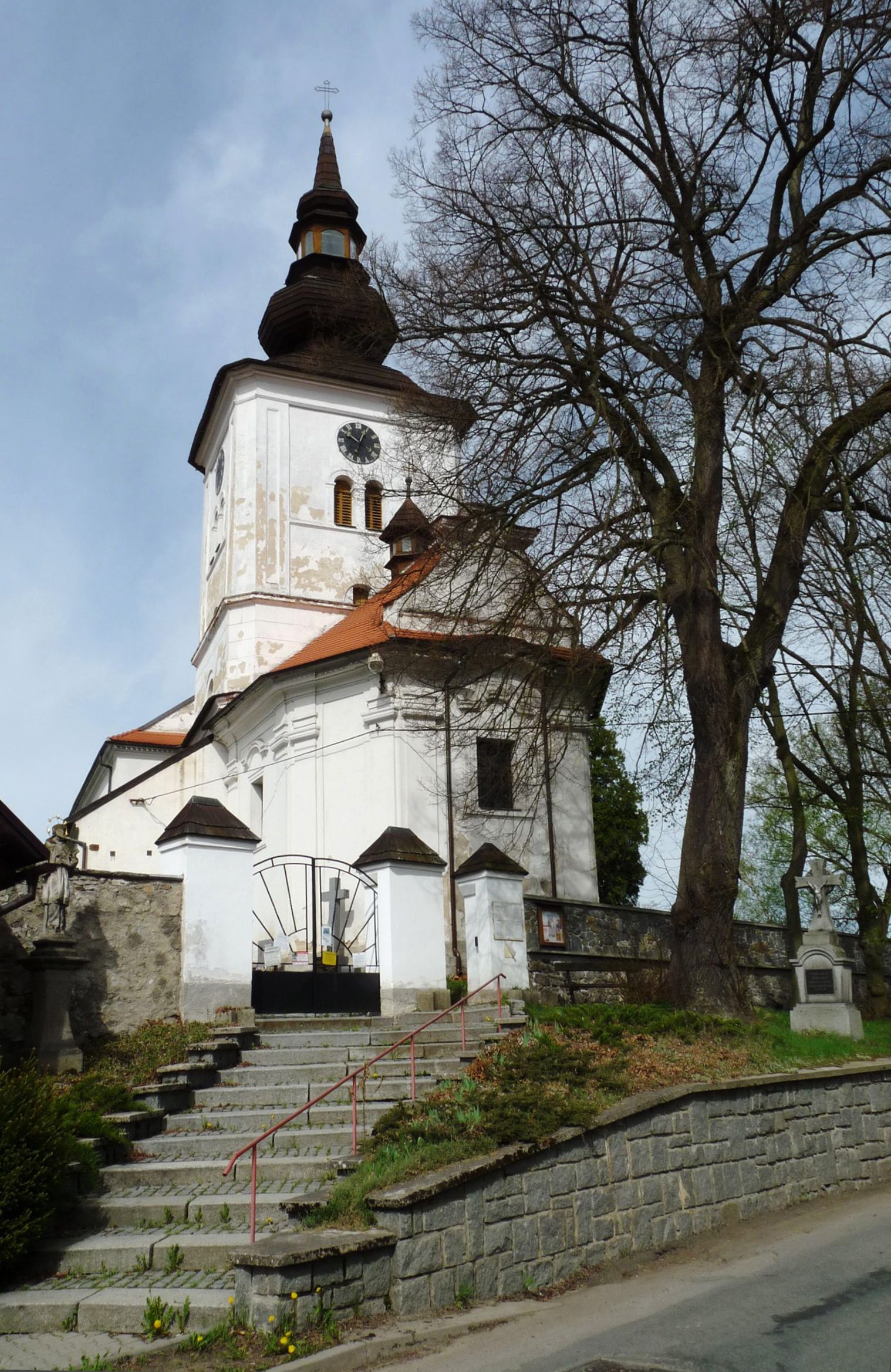
Kirche des hl. Jakobus d. Älteren in Kolinec

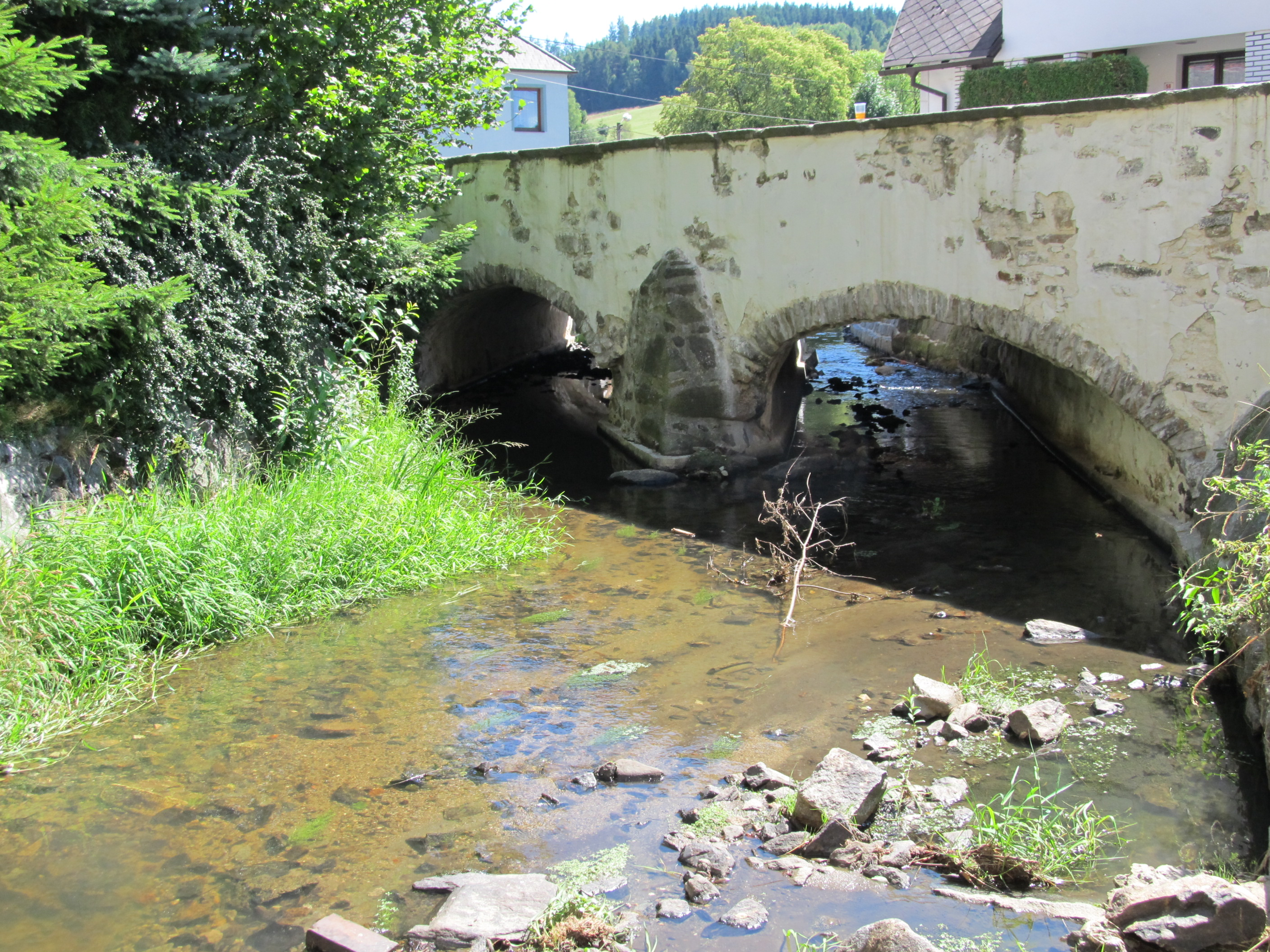
Alte Brücke über den Kalný potok in Kolinec

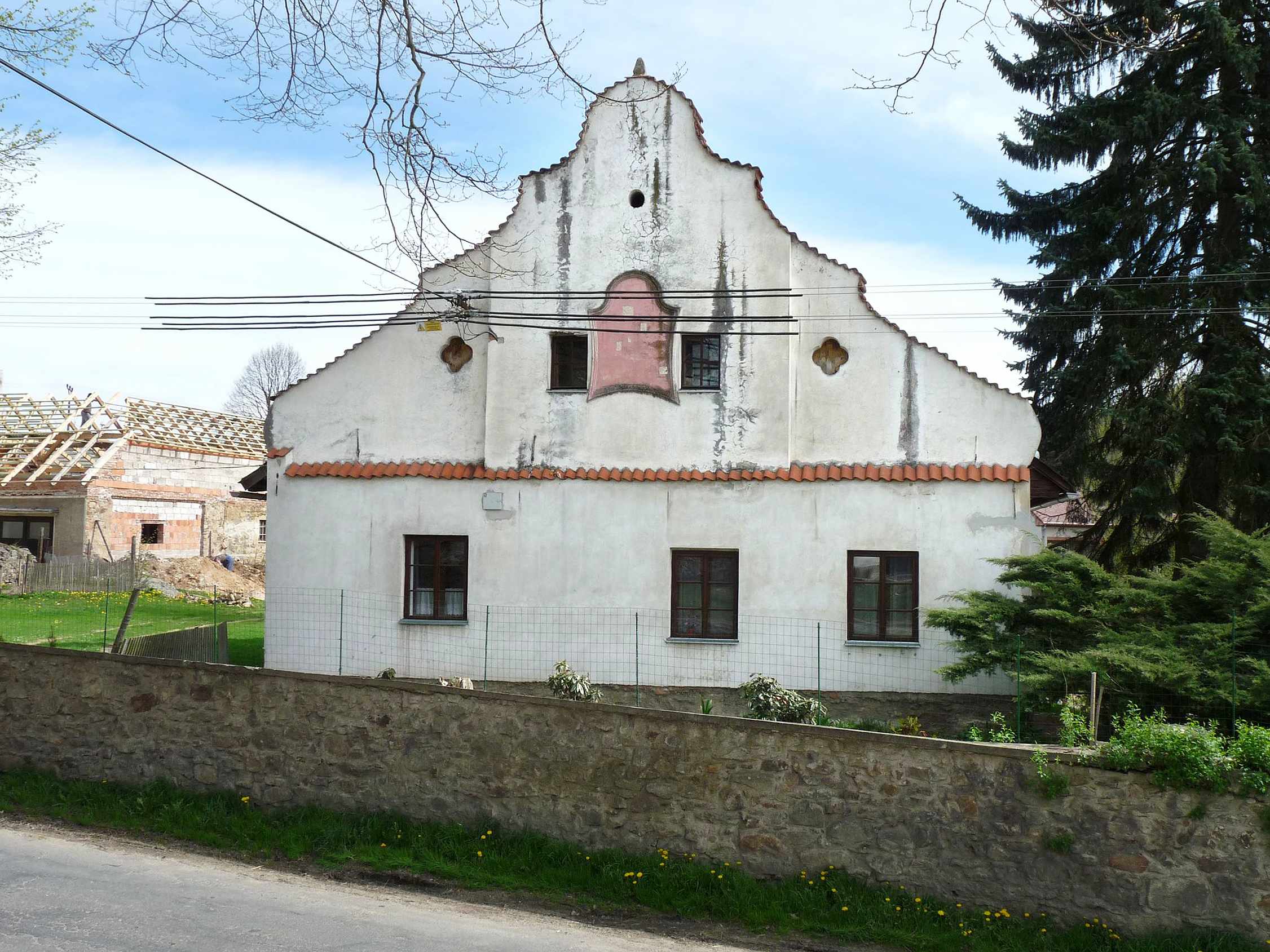
Haus Nr. 12 in Kolinec

Kolinec (deutsch Kolinetz, auch Kollinetz) ist eine Minderstadt in Tschechien. Sie liegt zehn Kilometer nordwestlich von Sušice und gehört zum Okres Klatovy.

## Geographie
Kolinec befindet sich in der Svatoborská vrchovina (Swatobor-Bergland), einer Teileinheit der Šumavské podhůří (Böhmerwaldvorland). Das Städtchen liegt linksseitig der Ostružná gegenüber einer Flussschleife an der Einmündung des Baches Kalný potok. Nördlich erhebt sich die Kolinecká hůrka (617 m), im Nordosten der Vidhošť (Widhost, 759 m), östlich die Rendlíky (649 m) und der Hostidráž (696 m), im Süden die Rovina (723 m), südwestlich die Stříbrná (613 m), im Westen die Kopky (590 m) sowie nordwestlich die Ostrá (646 m). Durch den Ort führen die Staatsstraße II/187 zwischen Plánice und Sušice sowie die Bahnstrecke Horažďovice předměstí–Klatovy.
Nachbarorte sind Číhaň, Vlčkovice, Brod und Smrčí im Norden, Středka, Buršice, Vlčince, Valcha, Ústaleč und Krutěnice im Nordosten, Sedlečko, Čejkovy und Zbynice im Osten, Pazderna, Čermná, Puchverk und Kašovice im Südosten, Mokrosuky, Nový Ovčín, Starý Ovčín, Hory Matky Boží, Drouhavec und Konín im Süden, Papírna, Jindřichovický Mlýn, Nový Mlýn, Ujčín, Tvrdoslav und Malonice im Südwesten, U Dobré Vody, Jindřichovice und Střítež im Westen sowie Sluhov, Mlázovy und Lukoviště im Nordwesten.

## Geschichte
Die Region Kolinecko wurde wegen der dichten Wälder relativ spät besiedelt. Es wird angenommen, dass im 6. Jahrhundert in Kolinec eine slawische Siedlung bestand. Die Gründung des heutigen Ortes erfolgte im 12. Jahrhundert; anhand der Grundmauern der Kirche wurde festgestellt, dass diese im Jahre 1180 vollendet war. Die Siedlung war damals wahrscheinlich Teil des den Grafen von Bogen gehörigen Schüttenhofener Landes, das im Jahre 1257 durch König Přemysl Ottokar II. wieder zum Königreich Böhmen zurückgeholt wurde. Anschließend erfolgte wahrscheinlich der Ausbau der Siedlung zum Städtchen. Erstmals urkundlich erwähnt wurde der Ort im Jahre 1290 als Zwaihonis de Staedlino et. sig. civium de Shvetenhouen. Später wurde das Städtchen als Colonitz bzw. Colonia bezeichnet. In der Mitte des 14. Jahrhunderts erhielten die Herren von Welhartitz Colonitz als Lehn, im Jahre 1371 wurde das Städtchen als zur Burg Velhartice untertänig aufgeführt. 1380 wurde der Ort erstmals als Kolinetz bezeichnet.
Nach dem Erlöschen des Geschlechts von Welhartitz im Jahre 1390 fiel das Städtchen zusammen mit der Herrschaft Welhartitz den Herren von Neuhaus zu, die den Besitz 1453 an die Herren von Riesenberg verkauften. Zdeniek Lev von Rosental, der die Herrschaft Welhartitz 1506 erwarb, erwirkte die Entlassung des Städtchens Kolinec aus der königlichen Lehenschaft und erwarb auch die Bergbaurechte in Velhartice und im Mutter Gottes Revier, wo er die Bergstadt Muttergottesberg gründete. In Kolinec ließ er die Goldseifen an der Ostružná erneuern. Zdenieks Sohn Adam Lev von Rosental, der die Herrschaft 1535 erbte, konnte sie wegen Überschuldung nicht halten.
Im Jahre 1541 erfolgte der Ausverkauf der Herrschaft an seine Gläubiger. Im Zuge der Aufteilung der Herrschaft Velhartice erwarb 1565 Václav Vintíř von Vlčkovice das Städtchen Kolinec. Er ließ in Kolinec ein Renaissanceschloss erbauen und ein Spital gründen, in dem als erstes die Verletzten der Türkenkriege behandelt wurden. Nach seinem Tod wurde der Besitz unter seinen drei Söhnen aufgeteilt; dabei erhielten Jan und Jindřich anteilig das Schloss, ihr Bruder Mareš erbte die Mühle bei Puchverk und einen Teil des Städtchens. Jindřich Vintíř von Vlčkovice, der als Kanzler in Diensten von Peter Wok von Rosenberg stand, erweiterte die Privilegien des Städtchens um einen Jahrmarkt. Jindřichs Sohn Václav Vintíř von Vlčkovice verkaufte die Herrschaft Kolinec mit den angeschlossenen Gütern Číhaň, Tržek und Vlčkovice 1610 an Magdalena Pergler von Janowitz auf Tedražice. Im Jahre 1620 besetzte der kaiserliche General Baltasar von Marradas mit seinen Truppen vor der Schlacht am Weißen Berg die Gegend um Schüttenhofen, Velhartice und Kolinec. 1623 wurden die Güter der Familie Pergler konfisziert und die Herrschaft Kolinec 1623 dem kaiserlichen Obristen Martin de Hoeff Huerta übereignet. 1623 brannte das Schloss Kolinec nieder. De Hoeff Huerta zeigte sich an der verwüsteten Herrschaft jedoch nicht interessiert, so dass diese wieder an Magdalena Pergler zurückgegeben wurde. Im Jahre 1624 erbten deren Tochter Eleonora und ihr Mann Heinrich Kotz von Dobrz die Herrschaft. In den letzten Jahren des Dreißigjährigen Krieges wurde die Gegend erneut von verschiedenen Heeren verwüstet und ausgeplündert; 1640 besetzte der kaiserliche General Ottavio Piccolomini Schüttenhofen, 1641, 1645 und 1648 zogen die Schweden gegen Klattau und Schüttenhofen.
Zum Ende des Krieges gehörte Kolinec neben Velhartice und Hory Matky Boží zu den am meisten verwüsteten Orten der Gegend.
1650 erbte Heinrichs Sohn Jaroslaw Joachim Kotz von Dobrz die Herrschaft, zu der zu dieser Zeit auch die Dörfer Nemilkov, Zahrádka und Radvanice gehörten. In der berní rula von 1654 wurde Kolinec als völlig verarmtes Städtchen bezeichnet; unter den Bewohnern wurden auch vier Juden genannt. Zugleich wurde auch erstmals die herrschaftliche Brauerei erwähnt. 1656 erbte Jaroslaw Joachims Witwe Katharina Eleonore, geborene von Klenau, das wüste Schloss und das Städtchen Kolinec. Wenig später heiratete sie Christoph Rudolf Karl von Swarow († 1663) und überschrieb ihm die Herrschaft. Um 1666 ließ die Witwe das ausgebrannte und wüste Schloss wieder aufbauen; außerdem konnte sie die Herrschaft noch um die Dörfer Střítež, Podolí, Hořákov und den Hof Bukov erweitern. 1677 überschrieb Katharina Eleonore die Herrschaft ihrem dritten Ehemann Maximilian Rudolf von Guttenstein. Zu dieser Zeit hatte sich das Städtchen Kolinec von den Folgen des Krieges wieder erholt und erhielt am 14. Juli 1677 durch König Leopold I. seine alten Privilegien bestätigt. 1690 erwarb Karl Frühwein von Podol die Herrschaft. Dessen Nachkommen verkauften die Herrschaft einschließlich des Dorfes Ujčín 1695 an den Oberbefehlshaber des Hannoveraner Kürassierregiments Guido Graf Terzi di Sissa († 1699). Anschließend wurde die Herrschaft durch dessen Neffen Mario verwaltet, nachfolgender Besitzer wurde dessen Sohn Franciscus. Unter den Grafen Terzi di Sissa wurden die Privilegien des Städtchens sukzessive auf drei Wochenmärkte und sechs Jahrmärkte erweitert. Außerdem erhielt Kolinec die Rechte zur Abhaltung eines Flachsmarktes, eines Kälbermarktes und eines Geflügelmarktes, die jedoch nur kurzzeitig wahrgenommen wurden. Im Jahre 1795 verkauften die Grafen Terzi die Herrschaft an Franz Karl Freiherr von Villani, der sie 1799 an Ernst von Manasser veräußerte. Im Jahre 1800 erfolgte am Markt der Bau einer Synagoge. Die Besitzer der Herrschaft wechselten zu Beginn des 19. Jahrhunderts in rascher Folge. 1803 verkaufte Franz Karl von Villani die Herrschaft an Johann Maria von Apfaltern, der sie noch im selben Jahre an Ernst von Malowetz weiterreichte.
Dieser verkaufte Kolinec 1806 gemeinschaftlich an die Herren Nádherný, Kořínek und Novák, die die Herrschaft im gleichen Jahre an Johann Schmiedt verkauften. Nachfolgender Besitzer war ab 1809 Alois Tesař, er verkaufte Kolinec 1815 an Karl von Pötting. Beim Ausbruch der asiatischen Cholera erkrankten in Kolinec innerhalb von fünf Wochen 200 Personen, von denen 30 verstarben. Seit 1837 ist in Kolinec ein Armenhaus nachweislich. Im Jahre 1838 erwarb Ludwig Graf Taaffe die Herrschaft Kolinetz und schloss sie an seine Herrschaft Elischau an. Zu dieser Zeit gab es in dem Städtchen auch acht jüdische Häuser, in denen 16 Familien lebten.
Nach der Aufhebung der Patrimonialherrschaften bildete Kolinec / Kolinetz ab 1850 eine Marktgemeinde im Gerichtsbezirk Planitz. 1867 wurde in Kolinec ein Postamt eingerichtet. Ab 1868 gehörte der Markt zum Bezirk Planitz.
Am 30. September 1888 wurde der Zugverkehr auf der Bahnstrecke Horažďovice předměstí–Klatovy aufgenommen und südlich von Kolinec am gegenüberliegenden Ufer der Ostružná ein Bahnhof errichtet. 1906 brannte das vor der Kirche gestandene Armenhaus ab. Im Zuge der Bodenreform verkaufte Heinrich Taaffe im Jahre 1920 das Schloss Kolinec für 100.000 Kronen an den Schulrat zur Einrichtung einer Bürgerschule. Am 22. Dezember 1920 verkaufte Taaffe die Herrschaft Kolinec mit den Meierhöfen Vlčkovice und Ujčín für 2.940.000 Kronen an die auf dem Gebiet befindlichen Gemeinden, die den Grundbesitz 1921 parzellierten und an Interessenten weiterverkauften. In der Mühle von Jan Král wurde 1928 ein Elektrizitätswerk in Betrieb genommen, das Kolinec mit Strom versorgte. Im selben Jahre erfolgte die Aufhebung des Bezirkes Planitz und Zuordnung zum Bezirk Klattau. 1931 zerstörte ein Großfeuer am Markt zwei Häuser und die alte Synagoge. Zwischen 1933 und 1934 entstanden am südwestlichen Stadtrand ein Freibad und der Sportplatz des SK Kolinec. Zu Minderung der Arbeitslosigkeit während der Weltwirtschaftskrise wurden Flussregulierungsarbeiten an der Ostružná durchgeführt. In den Jahren 1935 bis 1936 erfolgte der Bau der neuen Ortsverbindungsstraßen von Kolinec über Jindřichovice nach Chlistov sowie nach Velhartice. Im Jahre 1937 erwarb die Brauerei Budějovický Budvar die zuletzt von der Gemeinde betriebene Brauerei Kolinec; sie wurde stillgelegt und als Bierniederlage genutzt. Zwischen 1939 und 1945 gehörte das Städtchen zum Protektorat Böhmen und Mähren. Den Holocaust überlebten nur fünf der elf jüdischen Bürger von Kolinec, die während der deutschen Besetzung in Konzentrationslager abtransportiert worden waren. Am 8. Mai 1945 wurde Kolinec von der US-Armee besetzt. Nachdem die Budweiser Brauerei 1951 ihre Niederlassung in Kolinec aufgegeben hatte, wurde die Brauerei abgebrochen und ihr Areal mit Wohnhäusern bebaut. 2004 wurden in Kolinec 1.388 Einwohner gezählt. Im Jahre 2006 wurde der Status als Městys erneuert.

## Ortsgliederung
Die Gemeinde Kolinec besteht aus den Ortsteilen und Katastralbezirken Bernartice (Bernartitz, früher Bernartitzl), Boříkovy (Borschikau), Brod, Buršice (Burschitz), Hradiště (Hradischtel), Javoří (Jaworzi, 1939–45: Ahornsfeld), Jindřichovice (Jindrzichowice, 1939–45: Heinrichsheid), Kolinec (Kollinetz), Lukoviště (Lukawischt), Malonice (Mallonitz, früher Malonitz), Mlázovy (Mlasow, früher Mlazow), Podolí (Podol), Sluhov (Sluhow), Střítež (Strziterz, 1939–45: Stritesch), Tajanov (Tajanow), Tržek (Trschek, 1939–45: Riß), Ujčín (Autschin) und Vlčkovice (Wlczkowitz, 1939–45: Wolfsdorf). Grundsiedlungseinheiten sind Bernartice, Boříkovy, Brod, Buršice, Hradiště, Javoří, Jindřichovice, Kolinec, Lukoviště, Malonice, Mlázovy, Podolí, Sluhov, Smrčí (Smrtschi), Starý Ovčín, Střítež, Tajanov, Tržek, Ujčín und Vlčkovice. Zu Kolinec gehören außerdem die Rotten und Einschichten Jindřichovický Mlýn, Nový Ovčín, Nový Mlýn, Papírna, Pazderna, Podolský Mlýn, Ptákovna, Středka, Tajanovský Mlýn, U Dobré Vody, U Hradišťské hospody und U Pavlů. Auf den Gemeindefluren liegt die Wüstung Svatý Bartoloměj (St. Bartholomei).

## Partnergemeinden
- Tápiószentmárton, Ungarn
- Zemianska Olča, Slowakei

## Sehenswürdigkeiten
- Kirche des hl. Jakobus d. Älteren in Kolinec, sie wurde vor 1180 erbaut. Unter Franciscus Terzi de Sissa erfolgte bis 1755 ein Umbau der Kirche.
- Schloss Kolinec, der Renaissancebau wurde in der zweiten Hälfte des 16. Jahrhunderts für Václav Vintíř von Vlčkovice anstelle einer hölzernen Feste errichtet. Um 1666 ließ Katharina Eleonore von Swarow das 1623 ausgebrannte Schloss neu aufbauen. Unter Karl von Pötting erfolgte nach 1815 der Umbau zu einem Empireschloss. In der Mitte des 19. Jahrhunderts ließ Ludwig Graf Taaffe den Schlosspark anlegen. Seit 1921 wird es als Schule genutzt und wurde dementsprechend umgebaut.
- Schloss Mlázovy
- Kirche Johannes des Täufers in Mlázovy
- Schloss Podolí
- Ruine der Kirche St. Bartholomäus bei Podolí
- Schloss Malonice
- Schloss Ujčín
- Altes Schloss Jindřichovice
- Neues Schloss Jindřichovice

## Söhne und Töchter der Gemeinde
- Šimon Skála z Kolince († 1617), Dekan der Artistenfakultät und Professor an der Karls-Universität Prag
- Matthias Borbonius, eigentlich Matěj Burda (1556–1627), böhmischer Arzt, Dichter und Ständepolitiker
- Franz Karl Becke (1818–1870), Finanzminister Österreich-Ungarns
- Johann Král (1823–1912), Geiger an der Wiener Hofoper
- Josef Emanuel Jankovec (1886–1949), Musiker und Kapellmeister, Mitbegründer der Philharmonie Kladno
- Libuše Márová (* 1943), Mezzosopranistin

## Galerie

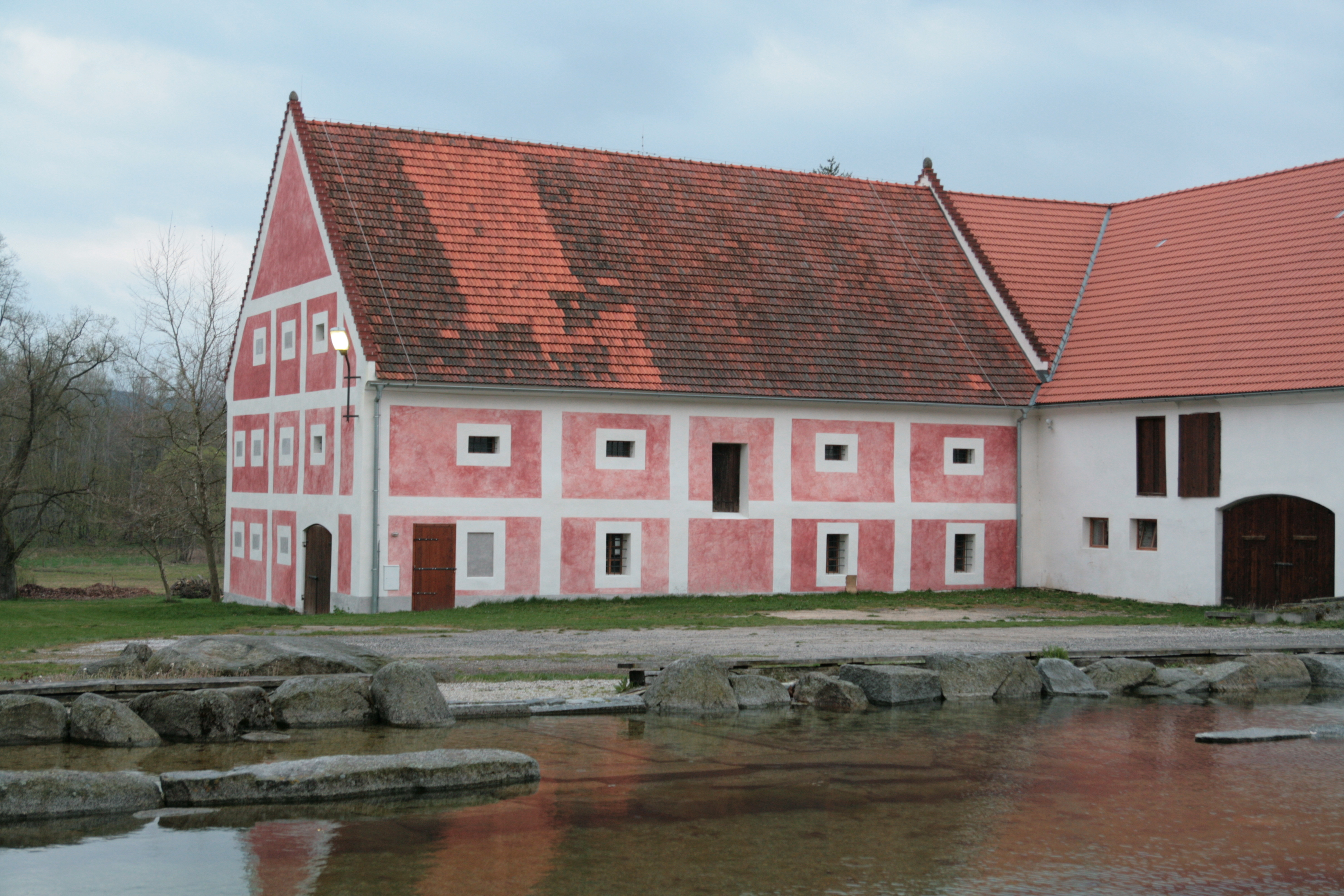
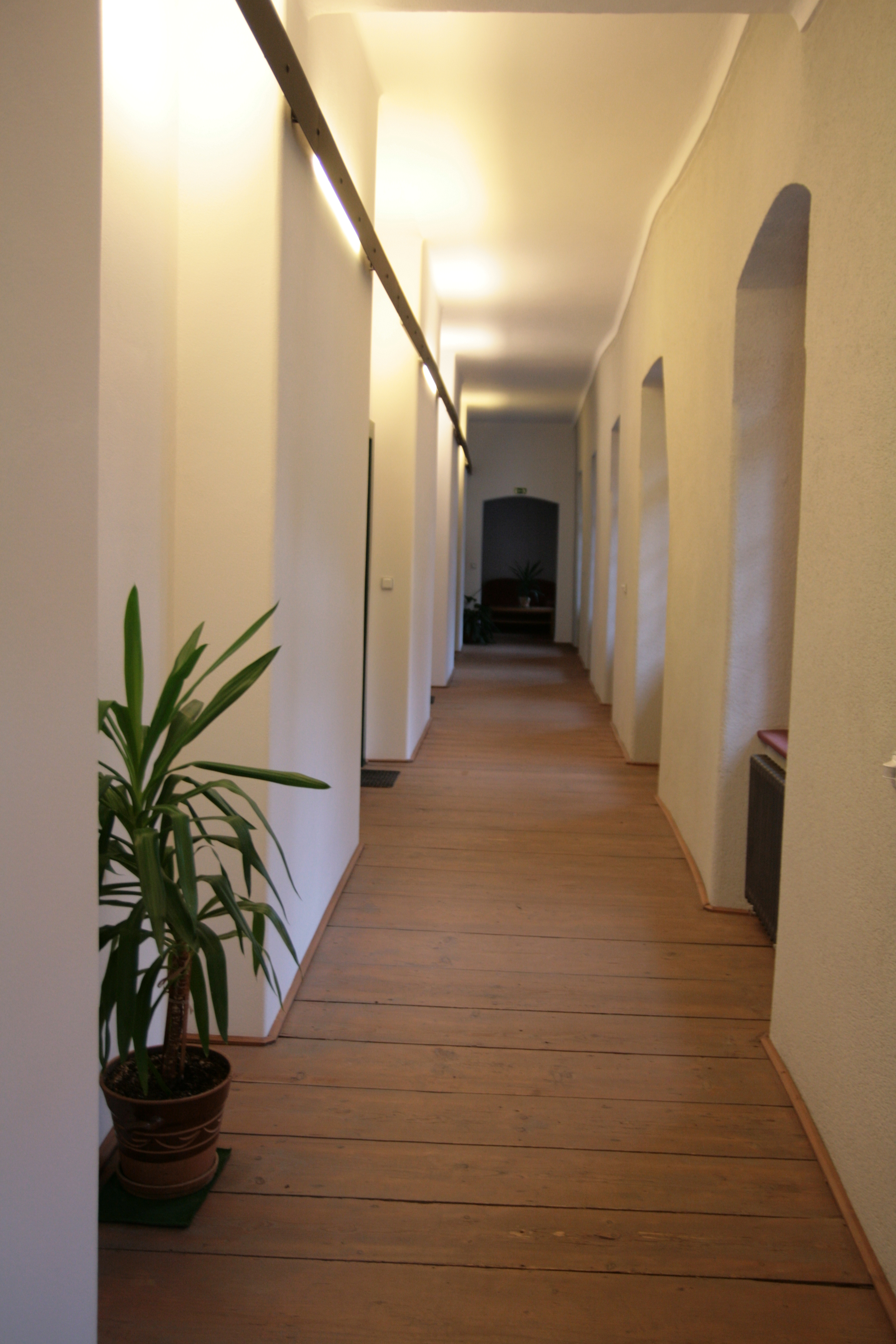
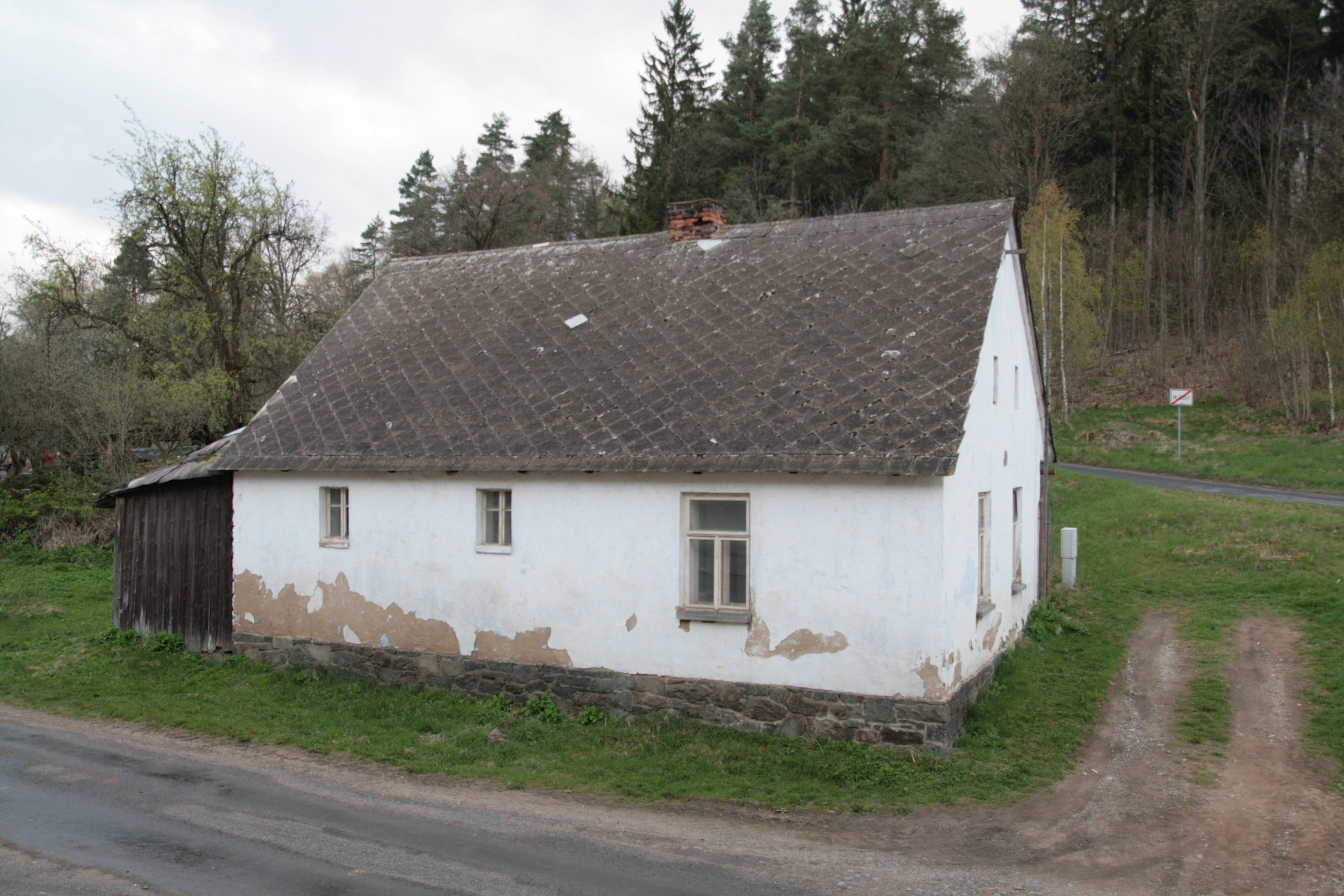